# Nome, Telemark
Nome là một đô thị của hạt Telemark, Na Uy.
Nome được lập thành một đô thị mới vào ngày ngày 1 tháng 1 năm 1964 sau khi sáp nhập hai đô thị cũ Holla và Lunde.
Nome bao gồm một số làng như Bjervamoen, Ulefoss và Svenseid.

## Tên gọi
Đô thị Nome được lập năm 1964, tên gọi theo tên hồ ở sông Eidselva. Nghĩa của tên gọi không rõ lắm.

## Huy hiệu
Huy hiệu được sử dụng thập kỷ trước(1989). Huy hiệu có hìnhg kênh đào Telemark, chảy qua đô thị này.